# Morbihan
Koordináták: é. sz. 47° 50′, ny. h. 2° 50′47.833333°N 2.833333°W
Morbihan (IPA: [mɔʁbiˈɑ̃]]; bretonul: Mor-Bihan) megyét az alkotmányozó nemzetgyűlés 1790. március 4-i határozata nyomán hozták létre a francia forradalom idején.

## Elhelyezkedése
Franciaország nyugati részén terül el, Bretagne régió része. Nyugaton a Finistère, északon a Côtes-d’Armor, északkeleten az Ille-et-Vilaine, délkeleten a Loire-Atlantique megyék határolják.

## Települések
A megye legnagyobb városai 2011-ben:
| Település | Népesség (fő, 2011) |
| --------- | ------------------- |
| Lorient   | 57 408              |
| Vannes    | 52 784              |
| Lanester  | 22 219              |
| Ploemeur  | 17 805              |
| Hennebont | 15 191              |
| Pontivy   | 13 765              |
| Auray     | 12 322              |
| Saint-Avé | 10 450              |
| Guidel    | 10 359              |
| Ploërmel  | 9 067               |